# Design Museum Holon
Design Museum Holon (Hebreeuws: מוזיאון העיצוב חולון) is het eerste museum in Israël gewijd aan design. De bouw van het museum was gepland en ontworpen door de Israëlische architect en industrieel ontwerper Ron Arad. Het museum bevindt zich in het oostelijke deel van het nieuwe cultuurgebied van Holon, nabij de faculteit Design van het Holon Institute of Technology.
Op 3 maart 2010 opende het museum haar deuren. Het is het eerste gebouw dat Arad ontwierp.
In eerste instantie is het museum bedoeld als nationaal platform voor het vertegenwoordigen van design en het creëren van een belangrijke tentoonstellingscollectie, waarbij Israëlisch design wordt gepresenteerd in de context van werelddesign en het belang van design in een jong ontwikkelingsland wordt getoond.
Het gebouw heeft twee grote tentoonstellingshallen: de onderste galerie heeft een oppervlakte van ongeveer 250 m², de bovenste galerie een oppervlakte van ongeveer 500 m². De laatstgenoemde wordt verlicht bij daglicht. Een andere ruimte is een zogeheten ontwerplab en heeft een oppervlakte van ongeveer 100 m².
Er vinden geen permanente tentoonstellingen plaats in het museum.

## Galerij

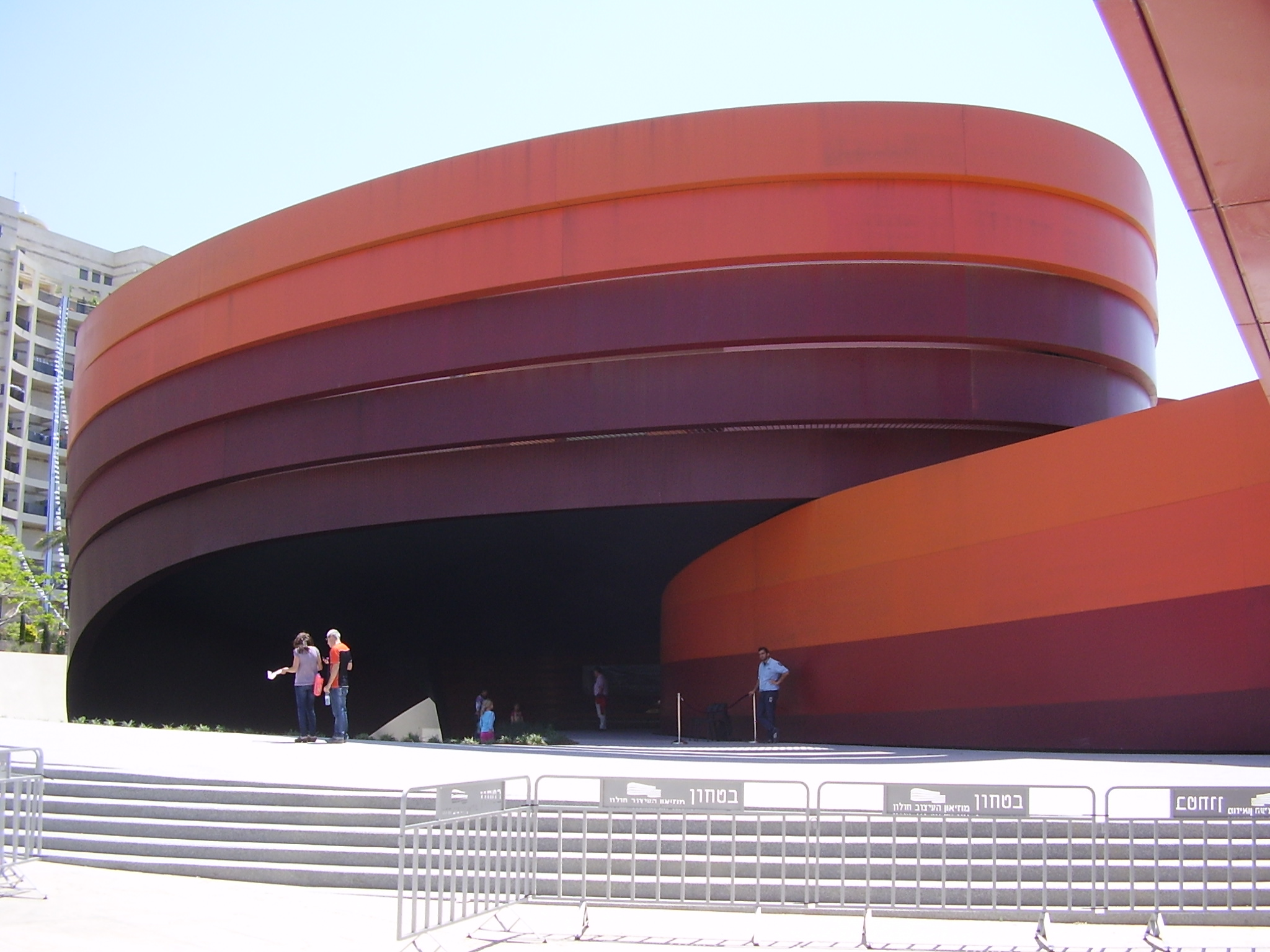
De ingang van het museum.
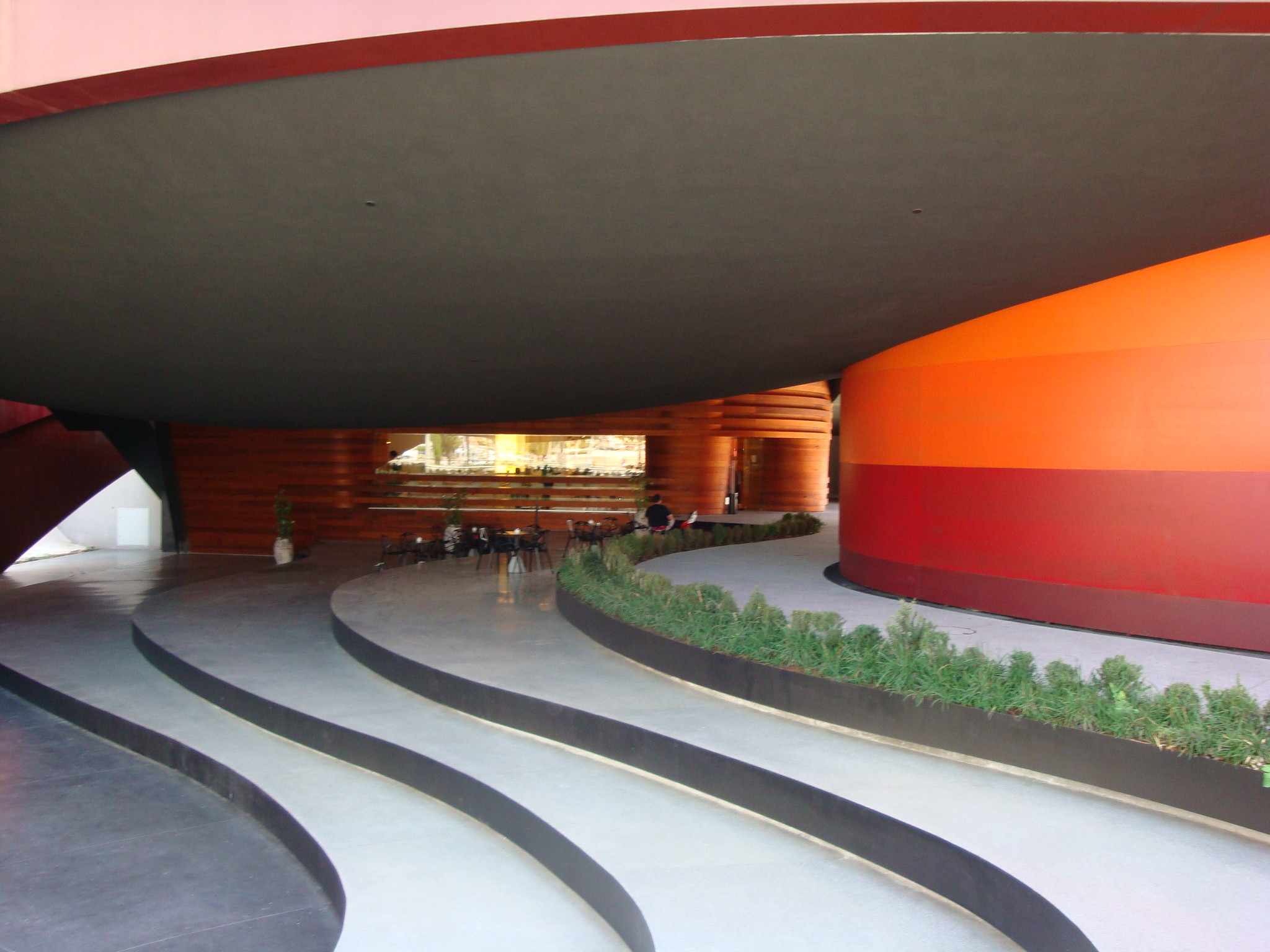
De trap naar de ingang.
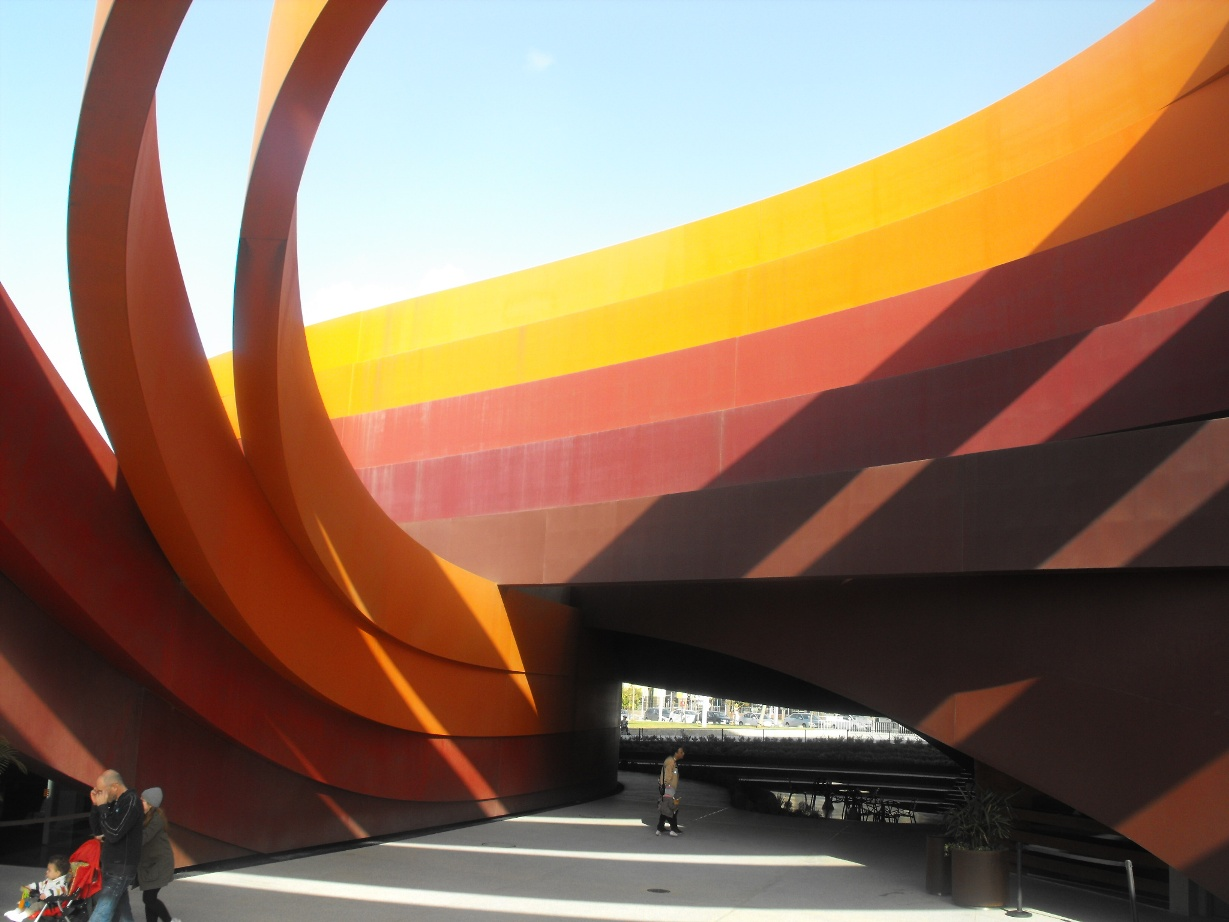
De vijver aan de voorkant.
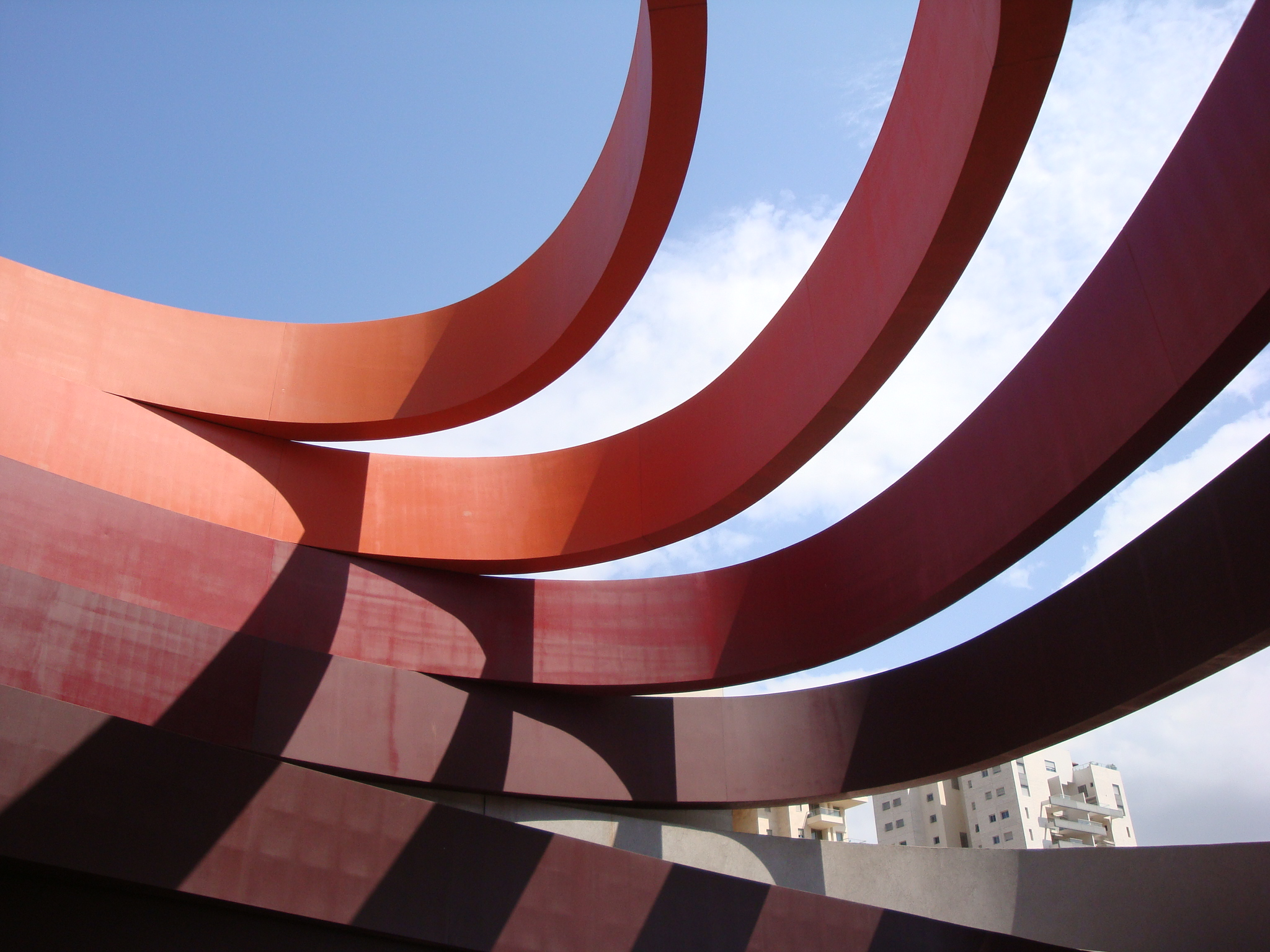
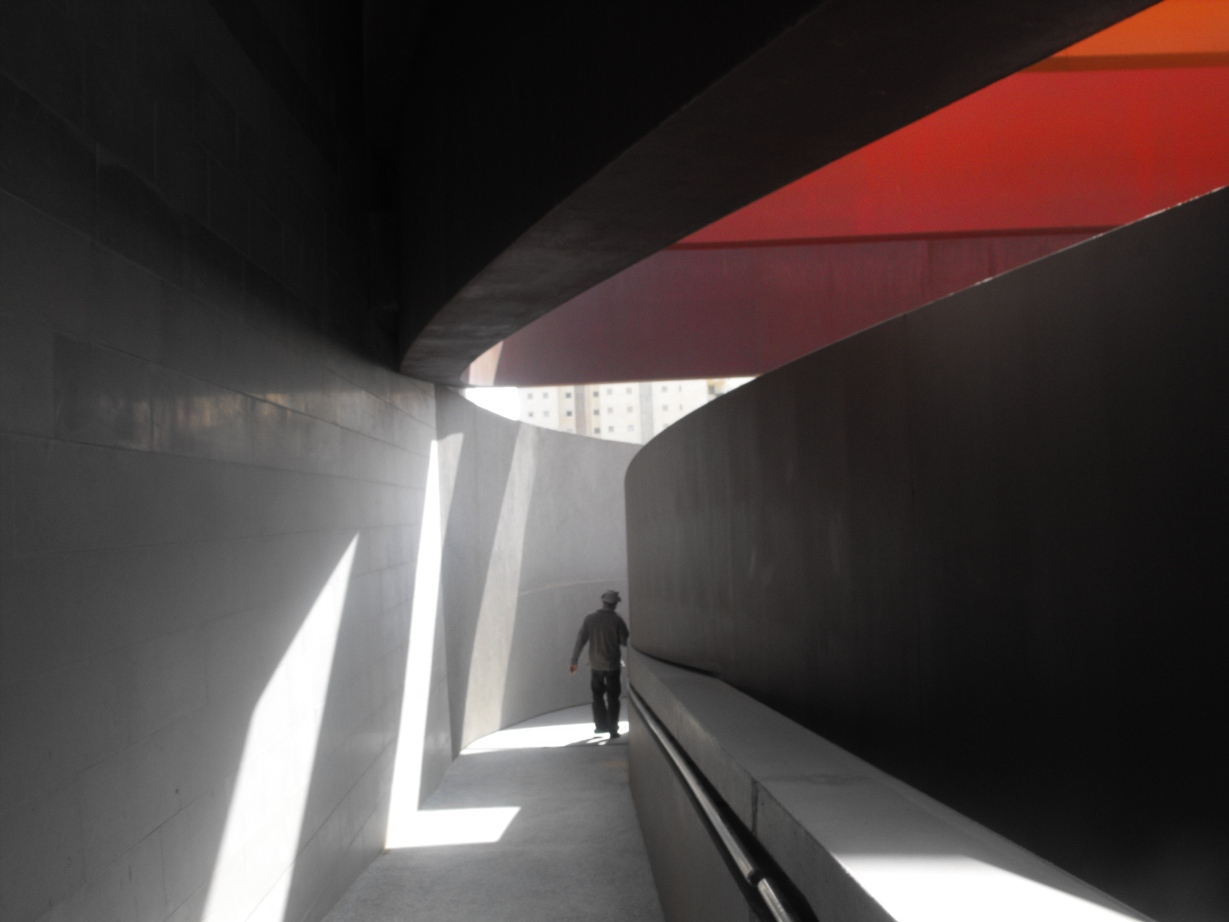